# Myrcia oligostemon
Myrcia oligostemon är en myrtenväxtart som först beskrevs av Ignatz Urban, och fick sitt nu gällande namn av Brother Alain. Myrcia oligostemon ingår i släktet Myrcia och familjen myrtenväxter. Inga underarter finns listade i Catalogue of Life.